# Bracon persimiloides
Bracon persimiloides är en stekelart som beskrevs av Papp 1984. Bracon persimiloides ingår i släktet Bracon och familjen bracksteklar. Inga underarter finns listade.